# Francisco Orrego Bauzá
Francisco Orrego Bauzá (Santiago, 1967) es un abogado, académico y político chileno, que se desempeñó como subsecretario de Minería de su país, durante el primer gobierno de Sebastián Piñera entre octubre de 2012 y marzo de 2014.

## Familia y estudios
Hijo de María Soledad Bauzá González y el abogado, académico y diplomático Francisco Orrego Vicuña, realizó sus estudios primarios en el Colegio del Verbo Divino, de Santiago y los superiores, en el Dulwich College de Inglaterra. Luego, cursó los superiores en la carrera de derecho en la Pontificia Universidad Católica de Chile (PUC), egresando como abogado.
Está casado y es padre de nueve hijos.

## Trayectoria profesional
Desde 1991 a la fecha, se ha desempeñado como asesor del Programa Legislativo del Instituto Libertad y Desarrollo (LyD), un think tank ligado a la derecha política; director del Área Legislativa de la Fundación Jaime Guzmán; presidente, director y asesor de empresas, entre otras responsabilidades.
Ha ejercido como abogado y socio de los estudios jurídicos Cariola y Cia./Sargent & Krahn; Allard, Orrego y Cia.; Chadwick y Cia.; Chadwick y Aldunate, y Orrego y Correa.
Entre 2000 y 2007, ejerció como cofundador y presidente del directorio de la «Fundación Pro Bono», organización sin fines de lucro que difunde, promueve y coordina la prestación de servicios legales voluntarios de oficinas de abogados en beneficio de sectores de escasos recursos. Llegó a ser consejero de dicha fundación.
Entre 2005 y 2011, se desempeñó como director de «FedePadre», organización que tiene por objeto cooperar para el establecimiento de una televisión formativa, familiar y de calidad, que ayude a los padres y apoderados a la labor educativa de sus hijos.
Ha sido, además, miembro y consejero del Colegio de Abogados de Chile entre 2005 y 2009; académico de las facultades de Derecho de las universidades Católica de Chile y los Andes, y de la Escuela de Economía y Negocios de la Universidad del Desarrollo; y expositor en múltiples conferencias y seminarios tanto en Chile como en el extranjero.
Desde 2014 es columnista de El Líbero y presidente del directorio de Hakamana Fondo de Litigación. También es consejero de «Fundación Pro Bono» y director de "Camiseteados por Chile".

## Trayectoria política
Políticamente independiente, pero cercano a la derecha tradicional chilena. El 9 de octubre de 2012 fue nombrado como titular de la Subsecretaría de Minería en reemplazo de Pablo Wagner; bajo el primer gobierno del presidente Sebastián Piñera. Se mantuvo en el cargo hasta el final del gobierno en marzo de 2014, pasando a asumir como presidente del directorio de la Sociedad Nacional de Minería (SONAMI).
Asimismo, entre 2015 y 2016 fue presidente del directorio de la Sociedad Nacional de Pesca (Sonapesca). Luego, durante el segundo gobierno de Sebastián Piñera, desde marzo de 2018 hasta abril de 2019 se desempeñó como presidente de directorio de Televisión Nacional de Chile (TVN) y fue director de la Empresa Nacional de Minería (ENAMI) hasta enero de 2021.
En las elecciones de convencionales constituyentes de abril de 2021, fue candidato en representación del distrito n° 11 (correspondiente a las comunas de Las Condes, Peñalolén, La Reina, Lo Barnechea y Vitacura) de la región Metropolitana de Santiago, sin resultar electo.